# Нанковски манастир
Нанковският манастир „Света Дева Мария“ е разположен край село Липница, Община Ботевград, над една от многото му махали – Ръждавица. Обявен е в ДВ бр.35/1966 г. за паметник с местно значение от архитектурно-строителен тип.
Строен е през XII – XIV век, а покривът му се е срутил през 1950 г. Днес мястото е почти недостъпно, а от манастира са останали само руини, като по полуразрушените стени все още личат останки от стенописи. Историята разказва легенди, свързани с проклятие, тегнещо над святото място. Преди години турчин разрушил зида на манастира, за да вземе камъните и да си построи къща в Етрополе. По пътя, в района на село Разлив го срещнали група турци. Когато им разказал какво смята да прави, те отговорили, че няма смисъл, защото къщата му е изгоряла, заедно с цялото му семейство, което е било вътре. От този ден нататък светата обител се разрушава, а всеки, дръзнал да се доближи до нея, бива застигнат от тежко проклятие. Местни хора опитвали да възстановят светата обител, но безуспешно. Всички пострадали при мистериозни обстоятелства. Тази история разказва Динко Пешев, който преди години се заел да възстанови традицията, която повелява на мястото да се прави оброк на Света Богородица (15 август). Той искал още да направи и инициативен комитет за възстановяване на манастира. Заедно, с още трима души започнали ежегодно да събират и да дават курбан на мястото, въпреки че стари хора ги предупредили, че манастирът е прокълнат.